# Camille Henrot
Camille Henrot, nacida en 1978, es una artista francesa que vive y trabaja en París y Nueva York.

## Biografía
Henrot nació en 1978 en la ciudad de París, Francia. Asistió a la École Nationale Supérieure des Arts Décoratifs, donde estudió animación cinematográfica y poco después ayudó  a Pierre Huyghe, que trabajaba en publicidad y en la realización de videos musicales. Su trabajo artístico incluye cinema, dibujo, pintura e instalación.
Henrot realizó exposiciones individuales en el Museo de Arte de Baltimore (BMA), el Kunsthal Charlottenborg, el Musée des Beaux-Arts de Bordeaux, el Musée d'art contemporain de Montréal, el New Museum y el Museo de Arte de Nueva Orleans (NOMA ).

## Obras

### Grande Cansancio

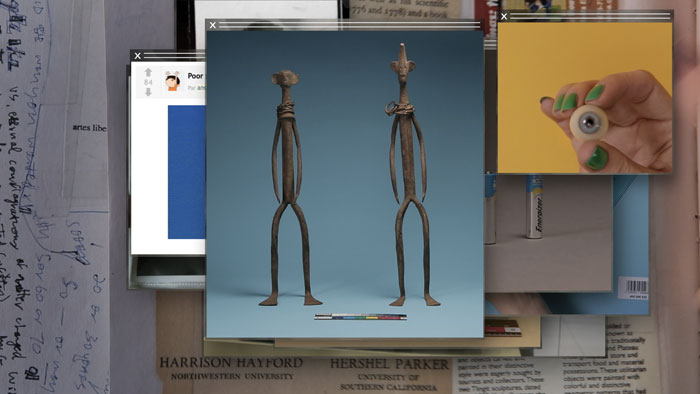
Fatiga gruesa, imagen fija de vídeo. Camille Henrot

Grande Cansancio es un video en color de 13 minutos que incluye videos de pantallas, cuerpos, escritorios de computadoras y ventanas de computadoras. Henrot creó Grande Cansancio durante su beca de 2013 en la Institución Smithsonian en Washington DC. A  través de su obra, l'artista presenta temas como la locura, la euforia y la sobrecarga de información. Esta video fue presentada durante la Bienal de Venecia, por invitación del curador Massimiliano Gioni. Con Grosse Fatigue, Henrot se planteó el desafío de contar la historia de la creación del universo. El texto que proporciona el componente de audio de la obra fue escrito en colaboración con Jacob Bromberg, interpretado por el artista Akwetey Orraca-Tetteh, y acompañado con música compuesta por Joakim.

### Serie "Bad Dad & Beyond"
En 2015, Camille inició una serie de obras que reflexionan sobre la naturaleza de las figuras de autoridad. Esta serie involucró acuarelas, esculturas interactivas y un zoótropo. Para una exposición en Metro Pictures, Henrot creó una serie de teléfonos impresos en 3D que se conectan a líneas directas surrealistas.

### Sábado
Sábado es una película en 3D de 20 minutos que sumerge al espectador en las prácticas religiosas de los adventistas del séptimo día, utilizando imágenes de bautismos en los Estados Unidos, Tonga y Tahití como metáfora de la resurrección y el cambio espiritual. La obra formó parte de la exhibición “Days Are Dogs” en el Palais de Tokyo en París en 2017.

### Lunes
Esta exposición se llevó a cabo en la Fondazione Memmo, un museo en Roma, y está inspirada en el primer día de la semana, el lunes. Está compuesto por varias esculturas de bronce, entre lo figurativo y lo abstracto, que representan los sentimientos que algunos pueden experimentar durante este día de la semana.

### Egiptomanía
Esta presentación de diapositivas muestra imágenes de objetos relacionados con el arte del Antiguo Egipto que se encontraron a la venta en 2009 en eBay. Esta presentación de diapositivas intenta responder a las muchas preguntas sin respuesta sobre por qué esta civilización es tan influyente a través de esta recopilación de imágenes que crean una fantasía mental sobre el Antiguo Egipto. Las asociaciones entre estos objetos eran simbólicas o formales e incluían similitudes en el producto o repetición de símbolos como pirámides y momias, lo que se relaciona con muchas percepciones que la gente tiene de esta cultura.

### Especie en peligro
Especies en peligro de extinción es un conjunto de esculturas formadas por mangueras de motor de automóviles con nombres de animales salvajes como Ford, Mustang y Opel Tigra. Estas producciones de automóviles se han detenido y se relacionan con la idea de lo que está destinado a desaparecer y esta idea de amenaza ecológica que se está trasladando a la industria del automóvil, lo que inspiró a Henrot a utilizar algunas formas de las máscaras de Bambara de Malí para sus esculturas.

### Esfinge
Esta colección de dibujos está compuesta por pasteles al óleo sobre papel estándar A4 que se exponen en una pizarra metálica sujeta por imanes. ¿Son un experimento de lo que le sucede a una forma cuando se repite a mano hasta el agotamiento? Henrot repite este dibujo de una esfinge en docenas de hojas de papel hasta que casi se convierte en un patrón abstracto estructurado en lugar de un dibujo. Esto trae a colación la cuestión de dónde está el límite entre la decoración repetida y la narración que puede hacer que un objeto no tenga significado y se convierta simplemente en un patrón decorativo.

## Comisiones públicas
En 2016, Henrot creó la pieza Ma Montagne (Mi montaña) en Pailherols, Cantal, Francia.

## Honores y premios
En 2010, Henrot fue nominado al premio Marcel Duchamp. Ganó el premio León de Plata en la Bienal de Venecia en 2013 por Grosse Fatigue. En 2014, fue finalista del Premio Hugo Boss. En 2014, fue finalista del Absolut Art Award. El mismo año ganó el premio Nam June Paik. En 2015 fue galardonada con el premio Edvard Munch. Henrot es ascendido al rango de Oficial de la Ordre des Arts et des Lettres (Orden de las Artes y las Letras) el 23 de marzo de 2017.

## Mercado del arte
Henrot está representada por Hauser & Wirth y Galerie Kamel Mennour. Anteriormente trabajó con Metro Pictures y Johann König (hasta 2022).